# Naka (Laos)
 (août 2019).
Pour les articles homonymes, voir Naka.
Naka est un village hmong du Laos situé dans la province de Vientiane, dans le district de Vang Vieng, à l'ouest de Vang Vieng. C'est dans ce village que se trouve le Blue Lagoon et la grotte de Phu Kham.